# Siboglinum poseidoni
Siboglinum poseidoni är en ringmaskart som beskrevs av Flugel och Langhof 1983. Siboglinum poseidoni ingår i släktet Siboglinum och familjen skäggmaskar. Arten är reproducerande i Sverige. Inga underarter finns listade i Catalogue of Life.